# Sagorodnoje (Kaliningrad, Bagrationowsk)
Sagorodnoje (russisch Загородное, deutsch Schloditten) ist ein Ort in der russischen Oblast Kaliningrad (Gebiet Königsberg (Preußen)) und gehört zur Gwardeiskoje selskoje posselenije (Landgemeinde Gwardeiskoje (Mühlhausen)) im Rajon Bagrationowsk (Kreis Preußisch Eylau).

## Geographische Lage
Sagorodnoje liegt zwei Kilometer nördlich der Rajonhauptstadt und früheren Kreisstadt Bagrationowsk (Preußisch Eylau) an der alten russischen Fernstraße A 195 (frühere deutsche Reichsstraße 128). Von hier führt eine unwegsame Straße in westliche Richtung in das zwei Kilometer entfernte Orechowo (Althof), wo sie beim außerorts gelegenen Bahnhof die Bahnstrecke von Mamonowo (Heiligenbeil) über Kornewo (Zinten) nach Bagrationowsk überquert, die heute nur noch für Militärverkehr ab Dolgorukowo (Stablack) genutzt wird.

## Geschichte
Die einst Schloditten genannte Landgemeinde wurde im Jahre 1874 in den neu errichteten Amtsbezirk Henriettenhof, ab 1928 bis 1945 Amtsbezirk Althof (heute russisch: Orechowo), eingegliedert. Er lag im Landkreis Preußisch Eylau im Regierungsbezirk Königsberg der preußischen Provinz Ostpreußen. Im Jahre 1910 waren hier 137 Einwohner registriert.
Bis zum 31. März 1929 währte die Eigenständigkeit Schlodittens. Dann wurde der Ort mit dem Ortsteil  Karlshöfchen in die Landgemeinde Schmoditten (heute russisch: Rjabinowka) eingemeindet.
Als Kriegsfolge kam Schloditten 1945 mit dem nördlichen Ostpreußen zur Sowjetunion und erhielt 1946 die russische Bezeichnung „Sagorodnoje“. Bis zum Jahre 2009 war Sagorodnoje in den Orechowski sowjet (Dorfsowje Orechowo (Althof)) eingegliedert. Seither ist der Ort – aufgrund einer Struktur- und Verwaltungsreform – eine als „Siedlung“ (russisch: possjolok) eingestufte Ortschaft innerhalb der Gwardeiskoje selskoje posselenije (Landgemeinde Gwardeiskoje (Mühlhausen)) im Rajon Bagrationowsk.

## Kirche
Mit seiner fast ausnahmslos evangelischen Bevölkerung war Schloditten bis 1945 in das Kirchspiel Schmoditten (heute russisch: Rjabinowka) eingepfarrt. Es gehörte zum Kirchenkreis Preußisch Eylau (Bagrationowsk) in der Kirchenprovinz Ostpreußen der Kirche der Altpreußischen Union. Letzter deutscher Geistlicher war Pfarrer Max Kuehnert.
Heute liegt Sagorodnoje im Einzugsbereich der evangelisch-lutherischen Dorfkirchengemeinde in Gwardeiskoje (Mühlhausen), die in den 1990er Jahren entstanden ist. Sie ist eine Filialgemeinde der Auferstehungskirche in  Kaliningrad (Königsberg) innerhalb der Propstei Kaliningrad der Evangelisch-lutherischen Kirche Europäisches Russland (ELKER).